# Sarqal
Sarqal (persiska: سرقل, سَركَل) är en ort i Iran.   Den ligger i provinsen Kurdistan, i den nordvästra delen av landet, 300 km väster om huvudstaden Teheran. Sarqal ligger 2 135 meter över havet och antalet invånare är 150.
Terrängen runt Sarqal är kuperad åt sydväst, men åt nordost är den platt.Runt Sarqal är det ganska tätbefolkat, med 58 invånare per kvadratkilometer. Närmaste större samhälle är Qorveh, 9,6 km norr om Sarqal. Trakten runt Sarqal består i huvudsak av gräsmarker.